# Hamdi Döker
Hamdi Döker (* 19. Juni 1956 in Bursa) ist ein türkischstämmiger österreichischer Produzent, Lineproducer, Autor und Kurator.

Hamdi Döker

## Leben
Er wurde in Bursa in der Westtürkei geboren. Nach seinem Abitur studierte er Chemie an der İTÜ. Neben dem Studium arbeitete er für Zeki Ökten und Bilge Olgaç. 1980 zog Döker nach Wien und hatte vor, an der Technischen Universität zu dissertieren, und arbeitete als Regieassistent und Aufnahmeleiter in Österreich, Deutschland und der Schweiz. Döker arbeitete in den 1980ern mit österreichischen Regisseuren wie Wolfram Paulus, Anton Peschke, Ralph Werner und Mizheal Zens und Produktionsfirmen wie Marwo Film, Satel Film, SK Film Salzburg, Alpha Film München und Trans Film Berlin. Er arbeitete dann vor allem als Lineproducer bei internationalen Produktionen innerhalb der Türkei. in den späten 1990ern arbeitete er für Houchang Allahyari, Wolfram Paulus, Fatih Akın und Berengar Pfahl. Zurzeit lebt er in der Türkei und in Oberösterreich und hat vier Kinder. Sein ältester Sohn Deniz Cooper ist Schauspieler.

## Filmografie
- 1986: Heidenlöcher
- 1988: Nachsaison
- 1990: Zeit der Rache
- 1990: Die Ministranten
- 1991: Ein Sommer in Mezra
- 1991–1993: Auf Achse
- 1992: Zwei Schlitzohren in Antalya
- 1992–1996: Sterne des Südens
- 1994: Du bringst mich noch um
- 1997: Die Straßen von Berlin
- 1998: Der Schatz, der vom Himmel fiel
- 1999: Geboren in Absurdistan
- 1999: Im Juli
- 2001: Offroad.TV
- 2005: Gallipoli[1]